# Sociale status
De sociale status is het aanzien, de eer en het prestige dat iemand verwerft en met zich meedraagt in de sociale groep of samenleving waarin die persoon zich begeeft. Status kan verkregen worden door toewijzing (ascription) waarbij persoonlijke invloed geen rol speelt, of verwerving (achievement) waar dit wel het geval is.
Om de status vorm te geven en te bevestigen, wordt soms een statussymbool geschonken of aangeschaft. De kwellende gedachte dat we een te lage sociale status (dreigen te) verwerven om gerespecteerd te worden in onze omgeving, is statusangst (naar Alain de Botton).

## Inkomen en vermogen
Inkomen en vermogen zijn meestal belangrijke elementen in iemands sociale status. Weliswaar zijn dit taboes in gesprekken, maar er worden wel overal ter wereld salarissen vergeleken, behalve in sommige landen zoals Finland. 
Voorwaarde is wel dat deze financiële middelen uit een statusverstrekkende bron afkomstig zijn. Een winnaar van de lotto kan bijvoorbeeld een groot vermogen hebben maar een verhoudingsgewijs lage status omdat "hij niet voor dat geld heeft gewerkt". Aan de andere kant is "oud geld" weer wel een statussymbool, omdat het een goede afkomst impliceert. Met al dat geld kunnen bovendien statussymbolen worden gekocht om de buren te imponeren.

## Beroep
Iemands beroep is een belangrijke statusindicator. Vanouds genoten advocaten, leraren, notarissen, ingenieurs en artsen groot respect en hadden dus een hoge status. Daar kan men politici en kopstukken in het bedrijfsleven aan toevoegen, alhoewel politici evenals leraren veel aan aanzien hebben verloren de laatste jaren. Uiteraard speelt ook iemands functie binnen een beroepsgroep een rol. Een managing partner in een advocatenkantoor geniet uiteraard een hogere status dan een advocaat-stagiair. Ook de werkgever speelt een rol: sommige werkgevers staan immers als kwalitatief beter bekend dan andere. Dat leraren een lagere status hebben dan advocaten, notarissen, ingenieurs of artsen wordt grotendeels veroorzaakt door hun relatief lage inkomen.
Binnen een beroepsgroep spelen de positie en de mogelijkheid tot het uitoefenen van macht eveneens een rol in de sociale status. Deze aspecten worden geacht verantwoordelijkheid te weerspiegelen en dat wordt weer gezien als een beloning voor of maatstaf van professioneel succes. Doorgaans geldt: hoe hoger de positie, hoe hoger de status.

## Kennissenkring
De personen met wie men omgaat zijn vaak een indicatie voor de sociale status. Het kennen van personen met een hoge status verhoogt bovendien de eigen status: "Goh, ik zag Jan gisteren met Herman Van Rompuy praten in het theater!". Hetzelfde geldt voor lidmaatschap van bepaalde verenigingen en het beoefenen van bepaalde sporten, waarbij snobisme en netwerken een grote rol speelt.

## Opleiding
De genoten opleiding is, naast de als gevolg hiervan via het werk genoten inkomsten, ook op zichzelf van groot belang voor de sociale status. Een academische opleiding telt zwaar mee, maar in veel gevallen telt het eveneens wat voor academische opleiding dit is en waar deze is genoten. Bepaalde vakgebieden scoren hoog omdat ze dan wel geacht worden toegang te geven tot de beter betaalde en prestigieuzere beroepen (rechten, politicologie, bedrijfskunde, geneeskunde, techniek), dan wel vanwege de moeilijkheidsgraad in hoger aanzien staan (geneeskunde, wiskunde, natuurkunde, techniek, belastingrecht, scheikunde, biologie, sterrenkunde). Minder aanzien genieten de studies die als "makkelijker" worden beschouwd of minder carrièreperspectieven bieden (de meeste talen, antropologie, geschiedenis, arbeids- en familierecht, psychologie). In veel landen gelden sommige onderwijsinstellingen bovendien als prestigieuzer dan anderen (de Franse Grande écoles, de Amerikaanse Ivy League, de universiteiten van Oxford en Cambridge in Engeland). Ook het havo- en vwo-onderwijs geniet doorgaans meer status dan het mbo-onderwijs. Een kleinere instroom in dit type onderwijs wordt vaak als voornaamste reden aangevoerd. Aan het theoretisch onderwijs wordt al sinds de negentiende eeuw meer status toebedeeld dan aan het praktijkonderwijs (zie ook: Bildung).

## Afkomst
Binnen de westerse wereld speelde afkomst vroeger een grote rol. Wie van adel was was immers automatisch belangrijk. Toch speelt afkomst nog steeds een grote rol. Wie uit een familie komt met een grote stamboom en een traditie van hoogwaardigheidsbekleders of succesvolle zakenlieden heeft, wordt automatisch een hogere status aangerekend dan zij die deze bagage niet hebben.
Ook de etnische afkomst speelt een rol. In sommige landen betekent het afkomstig zijn van een bepaalde etnische groepering automatisch een lagere of hogere sociale status. In de Verenigde Staten van Amerika heeft men nog steeds een streepje voor wanneer men WASP is, of anders ten minste van Ierse, Duitse of Nederlandse afkomst. Aziaten, Afro-Amerikanen en latino's kampen nog steeds met een lagere sociale status.
Ook binnen Nederland zal het verschil maken of men Van Broeckhuysen Beerenschot of Al Ubaidi als achternaam draagt. Naarmate de sociale status van een groep (met name opleiding, werk en inkomen) hoger is, worden etnische / culturele verschillen tussen groepen echter minder belangrijk gevonden. (Naber, 2004)

## Sociaal-economische status
Sociaal-economische status is een breed concept dat verwijst naar de plaatsing van personen, gezinnen, huishoudens met betrekking tot het vermogen om goederen te creëren of te consumeren die in onze samenleving worden gewaardeerd.

## Status binnen groepen
Status is ook een relatief begrip. Het kan bijvoorbeeld ook samenhangen met de waarden en overtuigingen die een groep aanhangt. Wat iemand belangrijk vindt in het leven kleurt zijn beeld over iemand. Een held voor de een, is een boef voor de ander. Een milieuactivist zal bijvoorbeeld binnen GroenLinks anders worden beoordeeld dan binnen de VVD. Mensen met veel cultureel kapitaal schalen een dichter waarschijnlijk ook hoger in dan een vastgoedmagnaat.
Newcomb en Bukowski (1983) en Cillessen, Bukowski en Haselager (2000) deden onderzoek naar de sociale status van adolescenten. Wanneer men jongeren in een groep vraagt met wie zij graag omgaan of samenwerken (acceptatie) of met wie zij bij voorkeur niet omgaan of samenwerken (verwerpen), onderscheiden zich de volgende vier sociale statussen:
|                | wel geaccepteerd    | niet geaccepteerd |
| -------------- | ------------------- | ----------------- |
| niet verworpen | populair (15%)      | genegeerd (7%)    |
| wel verworpen  | controversieel (5%) | verworpen (15%)   |

De vijfde en relatief grootste groep (58%) bestaat uit groepsleden die, in vergelijking tot de anderen, niet hoog of laag scoren op acceptatie of verwerping.
Populaire adolescenten zijn doorgaans sociaal vaardig en zijn in staat hun eigen doelen na te streven zonder anderen daarbij te benadelen. De controversiële adolescent gedraagt zich daarentegen wisselend: binnen de eigen vriendengroep is de adolescent geaccepteerd, maar daarbuiten vertoont de adolescent verstorend gedrag en wordt daarom afgewezen. De genegeerde adolescent past zich wel goed aan de sociale regels maar is niet sociaal vaardig genoeg om de aandacht en het respect van de groep te veroveren. Verworpen adolescenten vertonen negatief sociaal gedrag en kunnen zichzelf isoleren van de groep óf worden wegens verstorend gedrag door de groep buiten gesloten.
Agressie en sociaal afwijkend gedrag zijn vaak stabiel in de ontwikkeling van adolescenten. Het is daarom relatief moeilijk om van de verworpen status af te komen.

## Online status
Met de komst van het internet en virtuele gemeenschappen, kan men ook online een bepaalde status bezitten. Deze kan gelijk opgaan met de status in de echte wereld (bijvoorbeeld een Linkedin account die geacht wordt iemands professionele activiteit te weerspiegelen). Het is echter ook mogelijk dat iemands online status zich beperkt tot een bepaalde gemeenschap of website. Iemand kan bijvoorbeeld een hoge online status hebben op een spelsite of een online forum. Wanneer iemand in het echte leven weinig heeft en veel tijd online besteedt, wordt deze online status zelfs belangrijker dan de status in de echte wereld. Een dergelijk vervreemdingsproces van de werkelijke wereld speelt soms een rol bij het downloaden en vooral verspreiden van kinderporno; statusverwerving door het verspreiden van kinderporno wordt vaak als motivatie genoemd.

## Max Weber
De Duitse socioloog Max Weber (socioloog) (1864 - 1920) toonde aan dat sociale klassen gebaseerd zijn op drie elementen, meer bepaald eigendom, reputatie en macht (sociale wetenschappen). Hij beweerde dat het niveau van deze sociale klassen gebaseerd zijn op de mate van rijkdom, reputatie en macht die ze bezitten.
Eigendom behoort tot het materiële eigendom van een persoon en wat hij voorbestemd is in zijn leven te hebben. Als iemand de mogelijkheid heeft om over veel eigendommen te beschikken, dan heeft die persoon gezag over anderen en kan hij dat bezit in zijn/haar eigen voordeel gebruiken. 
Reputatie is ook een belangrijk element bij het bepalen van iemands plaats de samenleving. Privé-eigendom vestigt niet altijd autoriteit. Er zijn veel mensen die macht hebben en weinig eigendom. Macht tenslotte is de mogelijkheid te doen wat men wil, ongeacht de wil van anderen.